# PhiCorp
Pour les articles homonymes, voir Dead of Night.
PhiCorp (Dead of Night traduction littérale : Au plus profond de la nuit) est le troisième épisode de la quatrième saison de la série télévisée britannique Torchwood, saison intitulée Torchwood : Le Jour du Miracle.

## Accroche
L'équipe Torchwood, avec Rex Matheson et Esther Drummond, opère clandestinement à Washington. Leur enquête les mène à un entrepôt où ils trouvent la preuve que certains savaient que le Miracle allait survenir. Oswald Danes est enrôlé par un géant pharmaceutique qui veut utiliser l'aura mystique qui entoure l'ancien condamné à mort pour promouvoir ses propres buts.

## Distribution
- John Barrowman : Capitaine Jack Harkness
- Eve Myles : Gwen Cooper
- Mekhi Phifer : Rex Matheson
- Alexa Havins : Esther Drummond
- Kai Owen : Rhys Williams
- Bill Pullman : Oswald Danes
- Lauren Ambrose : Jilly Kitzinger
- Arlene Tur : Vera Juarez
- Wayne Knight : Brian Friedkin
- Dillon Casey : Brad
- Richard Gilliland : Député Morganthall
- Tasha Ames : Carla
- Thea Andrews : Journaliste locale
- Richard Augustine : George Sayer
- Daryl Crittenden : Jeune homme
- Mitchell Edmonds : Présentateur télé âgé
- Matt Eyde : Policier d'Atlanta
- Mary Garripoli : Touriste
- Ted Mattison : Représentant de PhiCorp
- Jason Medwin : Homme qui crie debout par le toit ouvrant
- George Murdock : Prédicateur
- Brian Treitler : Dr. Murphy
- Randa Walker : Candice Perlmutter
- Maurice Webster : Policier
- Michelle Wong : Infirmière
- David Youse : Dr. Rosenbloom

## Résumé
Par la force des choses, Rex et Esther travaillent avec Torchwood. L'équipe parvient à contraindre le directeur de la CIA Friedkin à leur remettre le téléphone par lequel il a reçu les ordres mystérieux d'exterminer Torchwood. En menant leur enquête, ils découvrent un entrepôt du groupe pharmaceutique PhiCorp contenant tout un stock de médicaments anti-douleur, preuve que PhiCorp savait que le Miracle allait arriver. La même nuit, Jack part en virée et drague un homme dans un bar, tandis que Rex trouve du réconfort auprès de Vera Juarez. Juarez avouant à Rex que la représentante de PhiCorp Jilly Kitzinger l'a invitée à une importante réunion le lendemain, Rex monte un plan avec celle-ci pour que Gwen puisse entrer dans l'immeuble de PhiCorp.  Utilisant les lentilles de contact spéciales de Torchwood, elle parvient à voler des informations dans l'ordinateur de Kitzinger. La réunion s'avère être une conférence où le membre du Congrès Patrick Morganthall annonce un plan consistant à rendre les antidouleurs libres à l'achat sans ordonnance. Au QG de Torchwood, Rex et Esther reçoivent un mystérieux appel téléphonique des commanditaires anonymes de Friedkin et se disent que leur emplacement est donc dévoilé, comprenant que Torchwood doit à présent quitter Washington.
À Atlanta,  Oswald Danes éprouve de grandes difficultés à s'adapter au monde réel, et après s'être fait tabasser par deux officiers de police, il finit par accepter une offre antérieure de Kitzinger d'assurer sa représentation. Celle-ci l'emmène à Washington pour participer à une réunion en petit comité avec PhiCorp. PhiCorp lui accorde des gardes personnels à la condition qu'il promeuve leur nouvelle législation sur les anti-douleurs à la télévision auprès de ses adeptes, dont le nombre croît de jour en jour. Ayant des soupçons sur Danes, Jack le confronte dans les coulisses du studio de télévision. Jack finit par faire avouer à Danes qu'il ne ressent pas le pardon, mais qu'il a tiré une intense satisfaction du viol et du meurtre de sa victime de douze ans. Jack comprend à l'écouter que Danes a un désir de mort qu'il ne peut plus réaliser. Les gardes de Danes molestent Jack et le jettent à la rue, tandis que Danes annonce au monde à la télévision la nécessité de la loi sur les anti-douleurs de PhiCorp.

## Continuité
- L'épisode aborde une discussion entre Gwen et Jack sur le destin funeste des anciens agents de Torchwood et Ianto est évoqué.
- On y revoit les lentilles de contacts I-5 utilisées dans Reset et Les Enfants de la Terre
- La discussion entre Jack et Danes renvoie en écho au sacrifice de Steven à la fin des Enfants de la Terre.

### Continuité avec leWhoniverse
- En voyant l'entrepôt de PhiCorp, Jack fait la remarque "it's bigger on the inside" ("c'est plus grand à l'intérieur") une remarque que l'on fait généralement à propos du TARDIS.

## Réception
En France, les trois premiers épisodes de la saison 4 ont été diffusés par NRJ 12 en première partie de soirée le mercredi 30 novembre 2011. Ils ont réalisé une excellente audience avec 553 000 téléspectateurs entre 20h45 et 23h40.